# Pi1 Boötis
Pi1 Boötis (29 Boötis) é uma estrela binária na direção da constelação de Boötes. Possui uma ascensão reta de 14h 40m 43.56s e uma declinação de +16° 25′ 05.9″. Sua magnitude aparente é igual a 4.49. Considerando sua distância de 317 anos-luz em relação à Terra, sua magnitude absoluta é igual a −0.45. Pertence à classe espectral B9p MnHg.